# Montano (martire)
Montano (... – Terracina o isola di Ponza, ...; fl. I-II secolo) è stato un militare romano cristiano, vissuto a cavallo tra il I e il II secolo, che subì il martirio.
È venerato come santo da tutte le Chiese che ammettono il culto dei santi.

## Biografia
Scarse e discordanti sono le notizie su questo santo. Tutte le agiografie concordano che fosse un soldato dell'esercito imperiale convertitosi al cristianesimo e per questo deportato a Terracina. Secondo il martirologio romano fu martirizzato nella stessa città dopo molti tormenti sotto l'imperatore Adriano e il consolare Leonzio, quindi intorno al 130. Un'altra tradizione vuole invece Montano gettato in mare con un sasso legato al collo a Terracina e miracolosamente approdato sull'isola di Ponza, ove nonostante il taglio della lingua continuò a predicare e compiere miracoli per essere infine ivi martirizzato dopo un anno.

## Culto
Il culto di San Montano è attestato quasi esclusivamente a Gaeta, ove almeno dal basso medioevo doveva esistere una chiesa a lui dedicata, e nel comune di Montano Antilia, del quale è patrono insieme a San Sebastiano. In una notizia di fitto del 1335 viene citato un monastero di San Montano. Al secolo successivo è datato un frammento di tavola raffigurante i santi Montano e Antonio di Padova conservato nel Museo Diocesano. Nel 1504 tra i privilegi confermati dal viceré all'università di Gaeta rientra l'elemosina di once 5 e tomola 10 sulla dogana del sale per il Monastero di monache de la povera vita di San Montano.
Il Monastero di San Montano viene fatto coincidere con quello di Santa Maria della Maina, unito nel 1451 a quello di San Quirico. Nel 1673 il vescovo di Gaeta Martín Ibáñez y Villanueva rinvenne le spoglie di San Montano all'interno del monastero di San Quirico e ordinò di dividerlo con un grosso muro dall'adiacente monastero di Santa Caterina. Un locale fu adibito a chiesa e il convento cambiò nome in San Montano. Immediatamente riprese vigore il culto del santo, tanto che nel 1702 la Sacra Congregazione ne approvò lo status di patrono secondario della città. Con l'abolizione del monastero nel 1809 le reliquie furono trasportate in cattedrale ove tuttora si trovano, mentre l'altare maggiore fu trasferito nella chiesa di San Giacomo, e inevitabilmente il culto scemò.
Negli anni 1940 per volontà del parroco mons. Luigi Maria Dies, San Montano fu raffigurato sul tamburo interno della chiesa dei Santi Silverio e Domitilla di Ponza insieme ad altri santi martirizzati sull'isola. Contestualmente fu creato patrono della gioventù maschile di Azione Cattolica della parrocchia.

## Galleria d'immagini

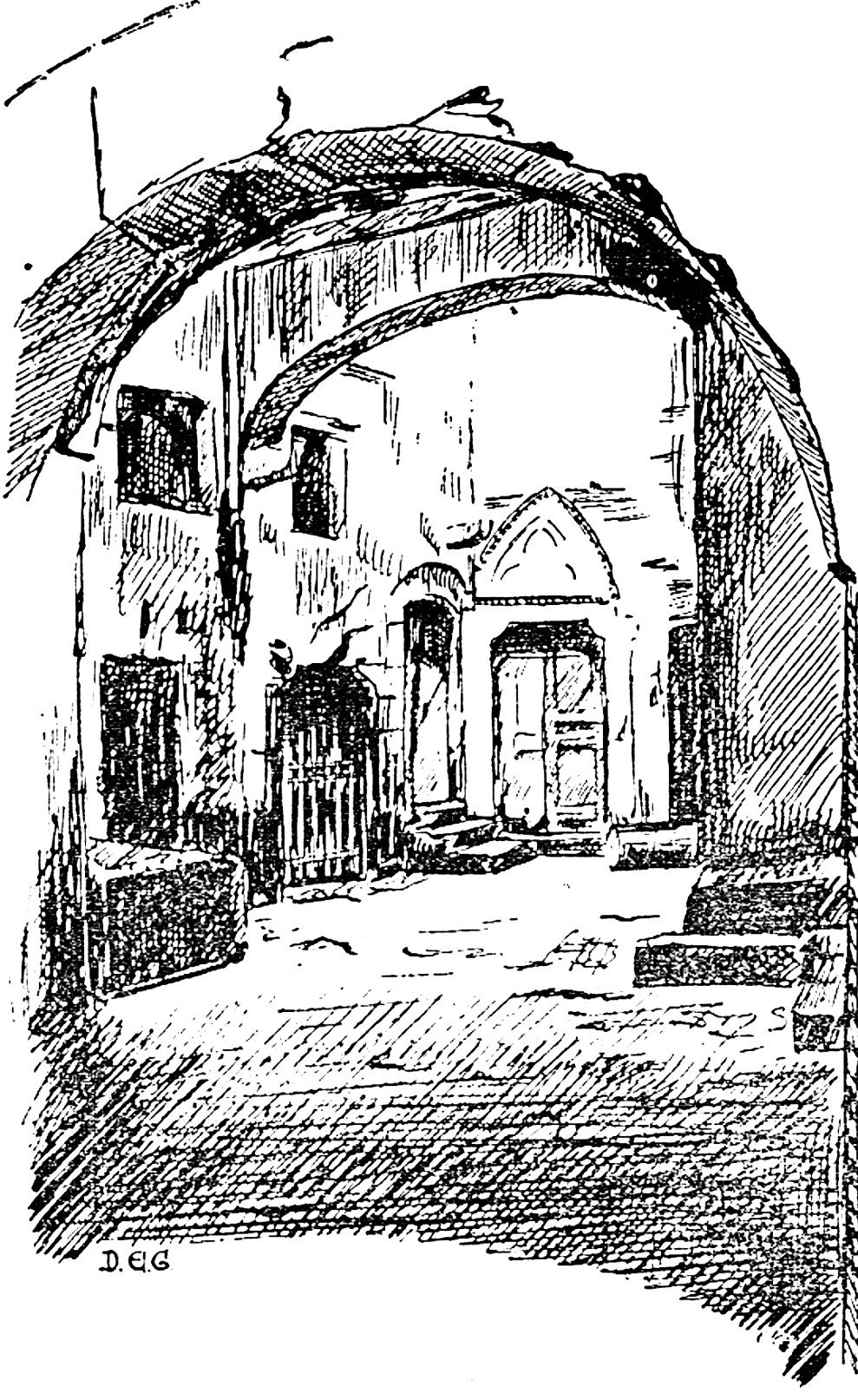
Ex chiesa di San Montano Vecchio
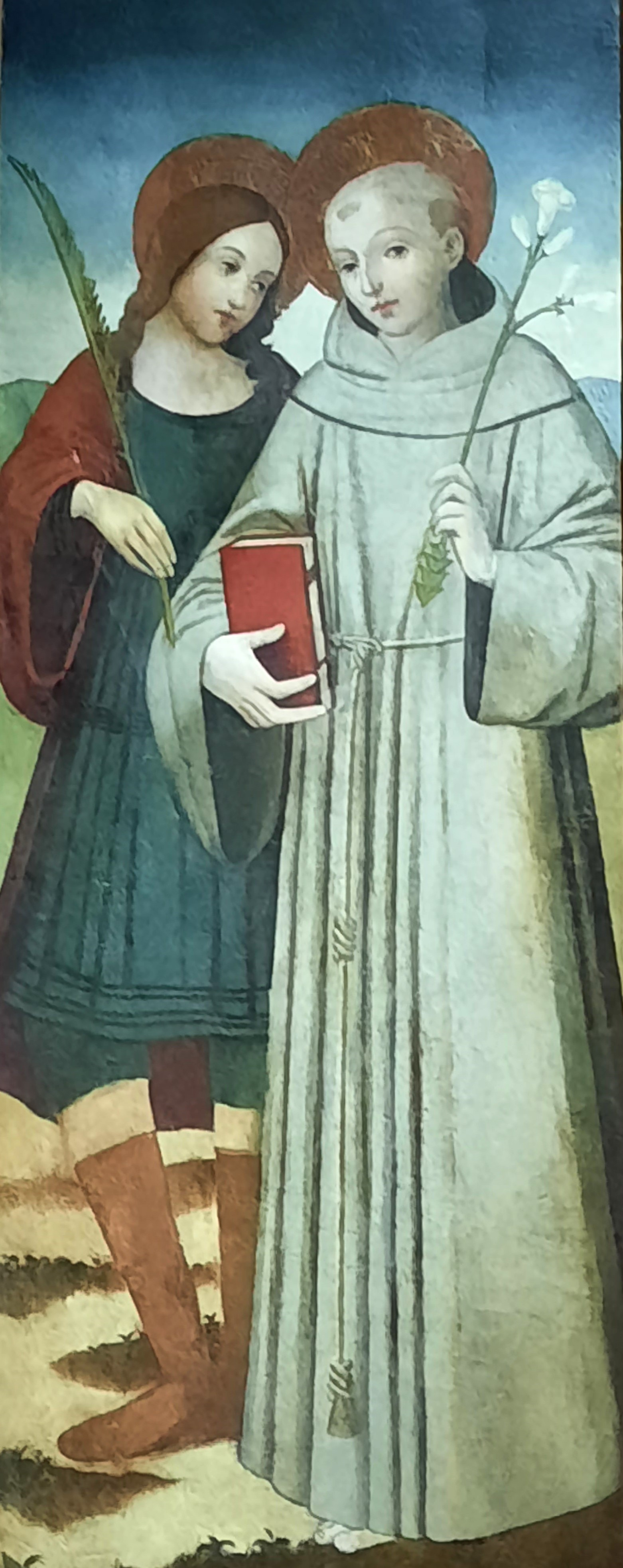
Santi Montano e Antonio di Padova
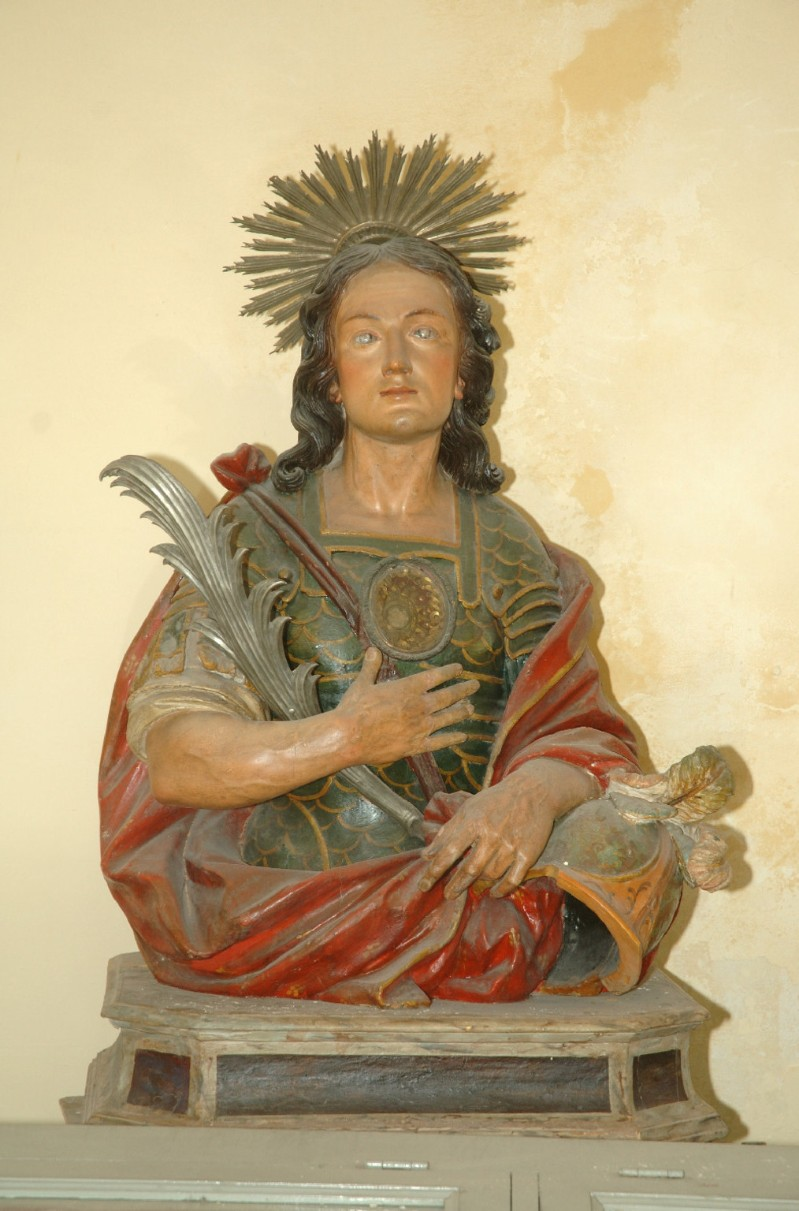
Busto di San Montano del XVIII secolo
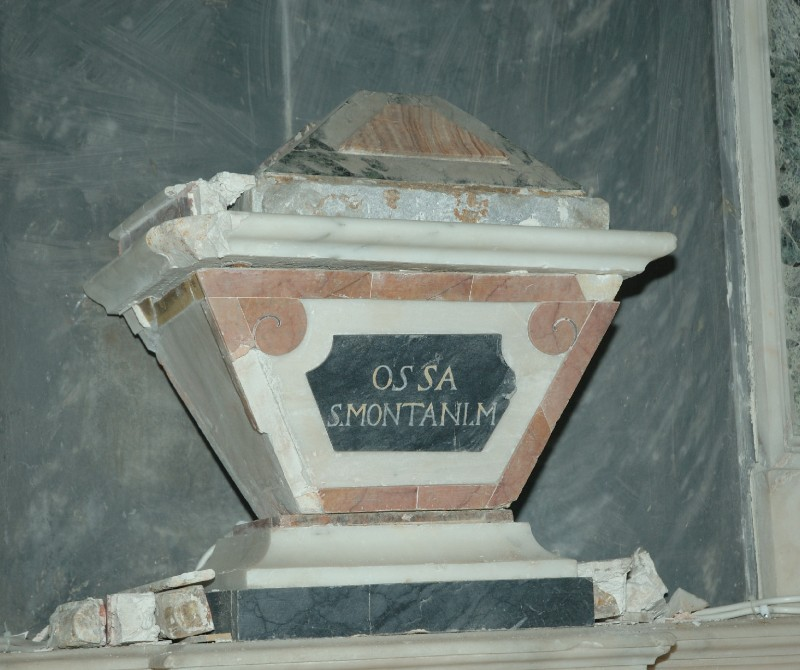
Reliquiario di San Montano
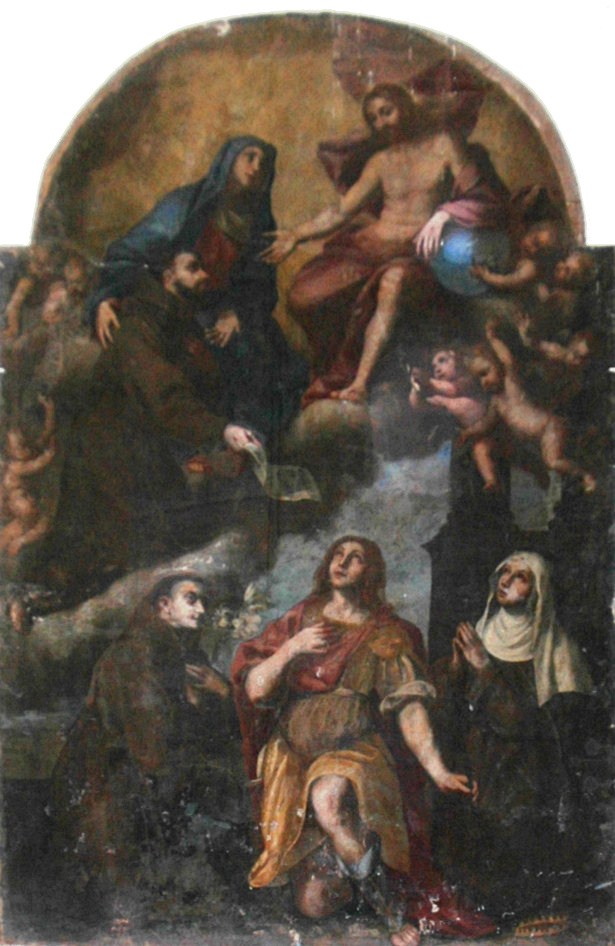
Pala d'altare dell'ex chiesa di San Montano
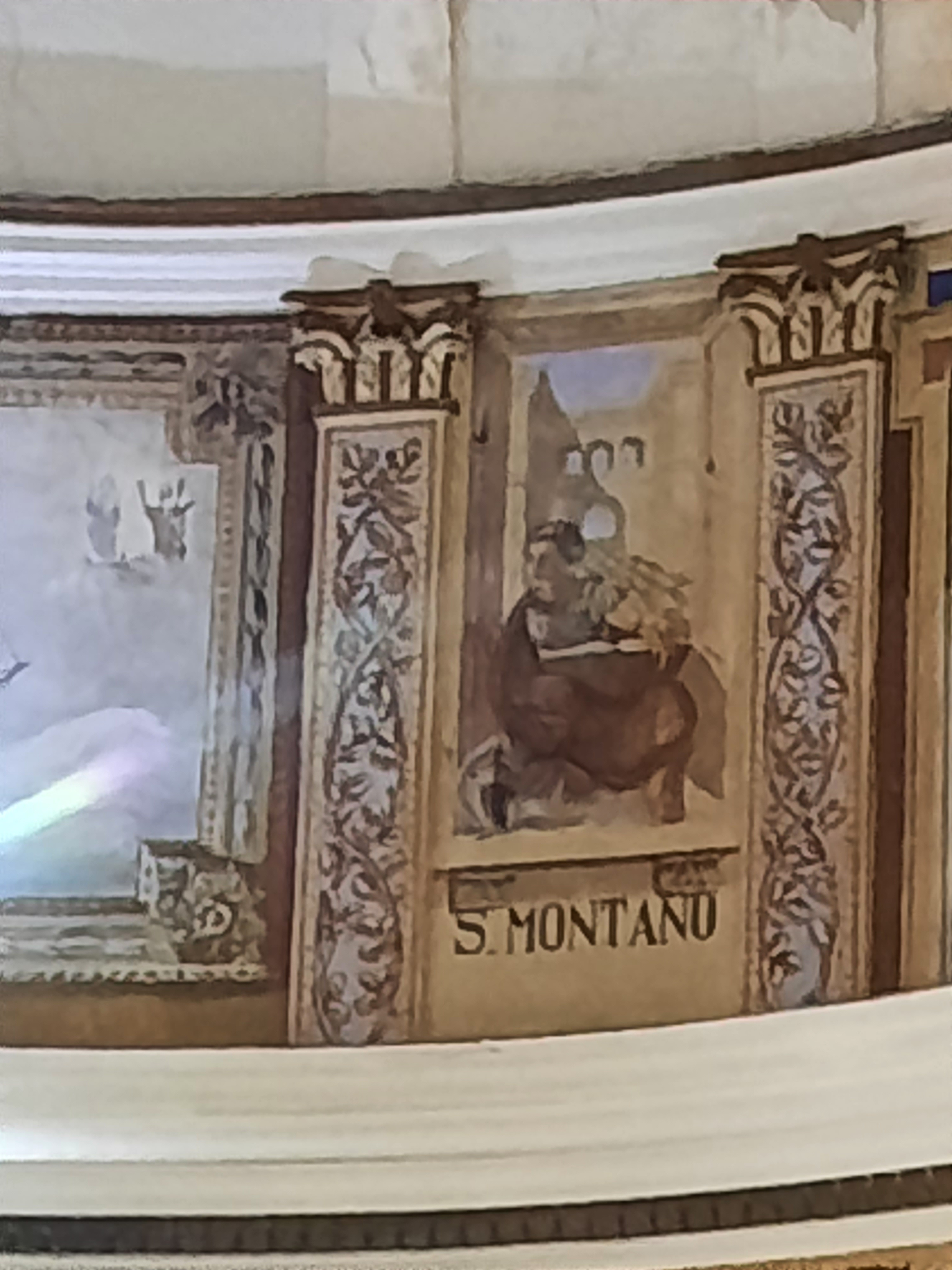
Affresco di San Montano a Ponza